# Deutsche Rentenversicherung Nordbayern
Die Deutsche Rentenversicherung Nordbayern ist ein Regionalträger der Deutschen Rentenversicherung und entstand am 1. Januar 2008 als Fusion der bisherigen Regionalträger Deutsche Rentenversicherung Ober- und Mittelfranken (vormals Landesversicherungsanstalt (LVA) Oberfranken und Mittelfranken mit Sitz in Bayreuth) und Deutsche Rentenversicherung Unterfranken (vormals Landesversicherungsanstalt (LVA) Unterfranken mit Sitz in Würzburg).
Sie ist bundesweite Verbindungsstelle für das deutsch-türkische Sozialversicherungsabkommen (Sitz Bayreuth), das deutsch-brasilianische Sozialversicherungsabkommen, das Sozialversicherungsabkommen mit der Republik Moldau und nach den europäischen Sozialrechtsvorschriften für die EU-Mitgliedstaaten Portugal und Rumänien (jeweils Sitz Würzburg).

## Fusion
Durch die Einführung des Reichsgesetzes vom 22. Juni 1889 wurden auf Beschluss des Bundesrates am 8. März 1890 die Einrichtung von 31 Versicherungsanstalten im Deutschen Reich genehmigt, deren Sitz durch die jeweilige Landesregierung zu bestimmen war. Im damaligen Königreich wählte man dafür den Sitz der Kreisregierung.
Darunter waren auch die Versicherungsanstalten Oberfranken in Bayreuth, Mittelfranken in Ansbach und Unterfranken in Würzburg. Mit Inkrafttreten der Reichsversicherungsordnung am 1. Januar 1912 wurden die Versicherungsanstalten in „Landesversicherungsanstalt“ umbenannt. Am 1. Januar 1933 erfolgte die Zusammenlegung der mittelfränkischen und oberfränkischen Landesversicherungsanstalten zur Landesversicherungsanstalt Oberfranken und Mittelfranken mit Sitz in Bayreuth.
Mit Bescheid vom 23. März 2006 genehmigte das bayerische Staatsministerium für Arbeit und Sozialordnung, Familie und Frauen (heute: Bayerisches Staatsministerium für Arbeit und Soziales, Familie und Integration) die Fusion der beiden Träger der Deutschen Rentenversicherung in Würzburg und in Bayreuth zu einem Träger, der Deutschen Rentenversicherung Nordbayern.
Am 1. Januar 2008 wurde die Fusion vollzogen. Das Ziel war vor allem eine Steigerung der Wirtschaftlichkeit und der Effizienz. Es wurde beschlossen, dass die Deutsche Rentenversicherung Nordbayern ihren Hauptsitz in Bayreuth und einen weiteren Sitz in Würzburg hat.

## Aufgaben und Leistungen
| Haushaltsvolumen 2023                       | 10,923 Mrd. Euro |
| Ausgabenart                                 | Mio. Euro        |
| ------------------------------------------- | ---------------- |
| Renten                                      | 8.974            |
| Kranken- und Pflegeversicherung der Rentner | 693              |
| Leistungen zur Teilhabe                     | 217              |
| Verwaltungs- und Verfahrenskosten           | 165              |
| Finanzverbund                               | 817              |
| Sonstige/Haushaltsausgleich                 | 57               |
| Einnahmeart                                 | Mio. Euro        |
| Beiträge                                    | 8.577            |
| Bundesmittel                                | 2.300            |
| Sonstige Einnahmen                          | 46               |

| Art                                        | Inland  | Ausland |
| ------------------------------------------ | ------- | ------- |
| Renten wegen Alters                        | 396.417 | 181.699 |
| Renten wegen verminderter Erwerbsfähigkeit | 48.597  | 14.567  |
| Renten wegen Todes                         | 131.708 | 85.873  |
| Insgesamt                                  | 576.722 | 282.139 |

| Rentenart                                 | Anzahl |
| ----------------------------------------- | ------ |
| Rente wegen Alters                        | 39.144 |
| Rente wegen verminderter Erwerbsfähigkeit | 13.626 |
| Hinterbliebenenrenten                     | 17.631 |
| Insgesamt                                 | 70.401 |

| Art der Erledigung      | Anzahl | %      |
| ----------------------- | ------ | ------ |
| Bewilligungen           | 35.824 | 72,20  |
| Ablehnungen             | 6.259  | 12,60  |
| Anderweitige Erledigung | 7.519  | 15,20  |
| Insgesamt               | 49.602 | 100,00 |

### Leistungen
Zu den Leistungen der Deutschen Rentenversicherung Nordbayern zählen im Wesentlichen:
- Altersrenten
- Rente wegen Todes
- Renten wegen verminderter Erwerbsfähigkeit[3]
- Beteiligung an den Krankenversicherungsbeiträgen der Rentner
- Rehabilitation[4]
- Prävention

Bei der Gruppe der Rehabilitation wird weiter unterschieden zwischen:
- Leistungen zur medizinischen Rehabilitation
- Leistungen zur Teilhabe am Arbeitsleben
- Ergänzende Leistungen (z. B. Übergangsgeld)
- Sonstige Leistungen (z. B. Kinderheilbehandlung)

### Auskunft und Beratung
Die Versicherten haben die Möglichkeit, sich in den acht Auskunfts- und Beratungsstellen der Deutschen Rentenversicherung Nordbayern kostenlos und neutral über die gesetzliche Rentenversicherung, staatlich geförderte Altersvorsorge und Rehabilitation zu informieren.
Zusätzlich bietet die Deutsche Rentenversicherung Nordbayern regelmäßig Sprechtage in vielen Orten und Gemeinden an. Dort werden die Bürger im gleichen Umfang wie in den Auskunfts- und Beratungsstellen beraten. Des Weiteren gibt es etwa 100 ehrenamtliche Versichertenberaterinnen und Versichertenberater. Sie unterstützen beim Ausfüllen der Anträge und sind als Helfer in der Nachbarschaft bekannt.
Außerdem werden auch internationale Beratungstage zur Klärung von Fragen zum über- und zwischenstaatlichen Rentenrecht angeboten.
Das kostenfreie Servicetelefon der Deutschen Rentenversicherung steht Montag bis Donnerstag von 07:30 bis 18:00 Uhr und Freitag von 07:30 Uhr bis 15:30 Uhr für allgemeine Auskünfte unter der Telefonnummer 0800 1000 480 18 zur Verfügung.
Der Firmenservice der Deutschen Rentenversicherung Nordbayern ist ein kostenloses Angebot für Arbeitgeber. Das Leistungsspektrum umfasst die Beratung rund um das Betriebliche Eingliederungsmanagement, ein Angebot an Betriebssprechtagen und Vorträgen sowie Informationen zur  Beitragsabführung zur Sozialversicherung.
Im Bereich der beruflichen Rehabilitation gibt es die Reha-Fachberater, die Beratungen an den Standorten Würzburg, Bayreuth und Nürnberg sowie Sprechtage in den Kliniken der Deutschen Rentenversicherung Nordbayern anbieten. Sie stehen bei sämtlichen Fragen zu Rehabilitationsmaßnahmen zur Verfügung und begleiten die Antragsteller von der Einleitung bis zum Abschluss der Maßnahme.

### Verbindungsstellen
Die Deutsche Rentenversicherung Nordbayern ist als Verbindungsstelle Ansprechpartner für die Versicherten, die auch in Brasilien, der Republik Moldau, Portugal, Rumänien oder der Türkei Versicherungszeiten zurückgelegt haben oder dort wohnen. Zu den Aufgaben als Verbindungsstelle gehört es, die Sozialleistungsträger in diesen Ländern über einen Rentenantrag in Deutschland zu informieren, damit dort ebenfalls über einen Rentenanspruch entschieden werden kann. Die Versicherungszeiten in diesen Ländern werden außerdem bei der Feststellung der deutschen Rente berücksichtigt, zum Beispiel, indem sie bei der Mindestversicherungszeit (Wartezeit) mitgezählt werden. Auch außerhalb eines Rentenverfahrens ermittelt die Deutsche Rentenversicherung Nordbayern Versicherungszeiten in diesen Ländern, damit im Rentenfall auf ein bereits geklärtes Versicherungskonto zurückgegriffen werden kann. Ebenso erfordert ein Versorgungsausgleich im Scheidungsfall die Klärung der Versicherungszeiten beim ausländischen Sozialleistungsträger.

### Betriebsprüfung
Seit dem 1. Januar 1999 ist nach einer dreijährigen Übergangszeit die gesetzliche Aufgabe der Betriebsprüfungen von den Krankenkassen auf die Deutsche Rentenversicherung übergegangen. Seitdem sind ausschließlich die Rentenversicherungsträger für die Betriebsprüfungen zuständig und verpflichtet, jeden Betrieb in der Bundesrepublik Deutschland alle vier Jahre zu prüfen. Im Jahr 2023 wurden 20.368 Betriebe geprüft (2022: 19.741).

## Gebäude

### Bayreuth

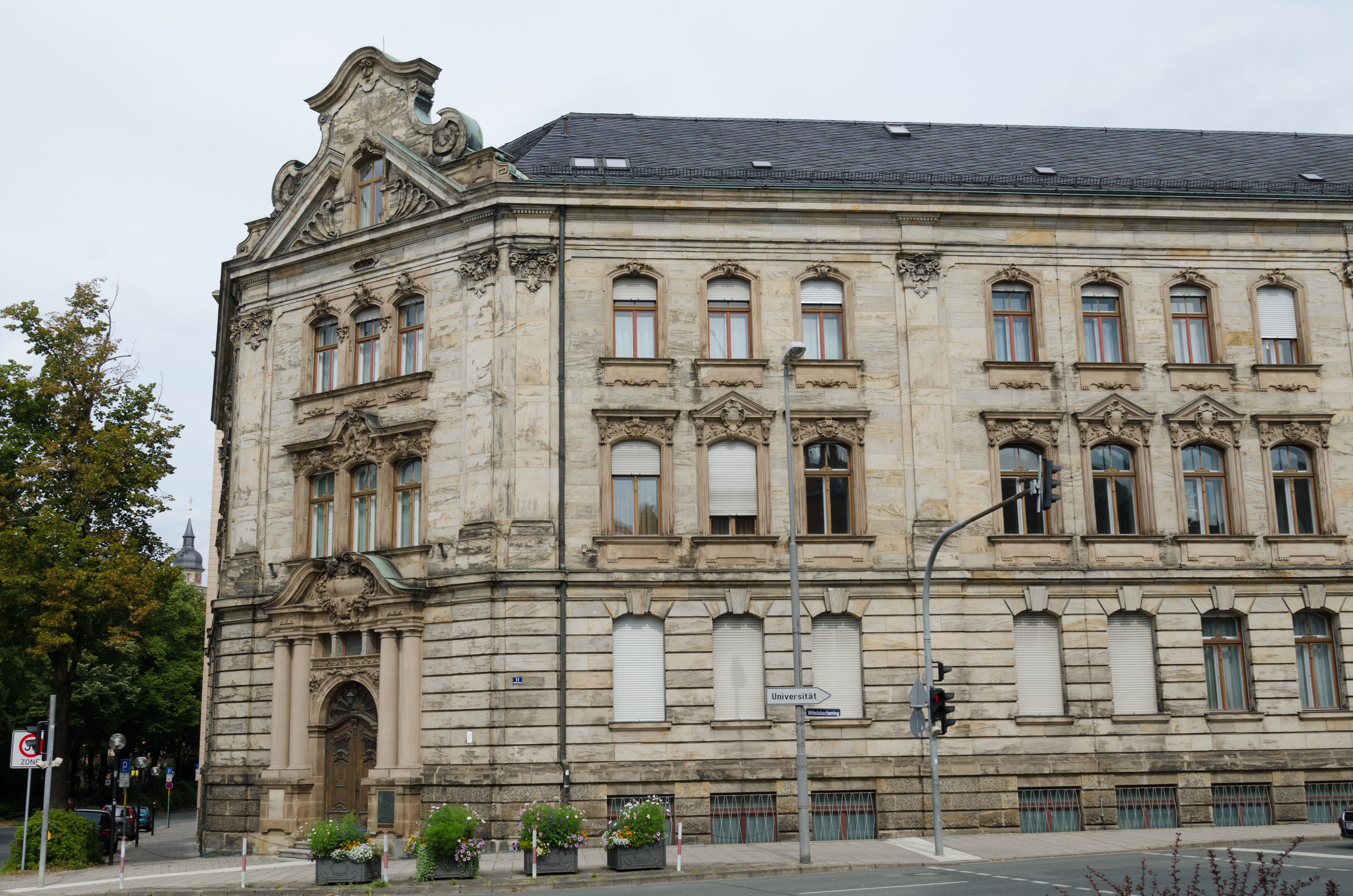
Dienstgebäude von 1903 in Bayreuth

Am 11. Juli 1901 wurde zum Preis von rund 36 000 Mark ein Grundstück an der Ecke Leopoldstraße-Wolfsgasse erworben. Darauf errichtete die Versicherungsanstalt für Oberfranken mit einem Kostenaufwand von etwa 304 000 Mark ein repräsentatives und für die damalige Zeit vorausschauend geplantes Dienstgebäude, das am 1. April 1903 bezogen werden konnte. Dieser Altbau beherbergt auch heute noch Teile der Hauptverwaltung.
Im Juli 1951 wurde das Nachbaranwesen Leonrodstraße 1, das sog. „Döringshaus“ erworben. Noch im selben Jahr wurde das Karteigebäude angebaut. Im Jahr 1952 wurde der heutige Zwischenbau Süd mit einer seitlichen Verbindung zum Döringshaus errichtet.
Schließlich waren im Jahr 1953 alle Abteilungen der Landesversicherungsanstalt Oberfranken und Mittelfranken in einem Gebäudekomplex vereinigt. Zuvor gemietete Gebäude konnten aufgegeben werden.
Es folgte die Errichtung eines Neubaus mit Verbindungstrakt zu den alten Gebäuden, der am 25. Januar 1960 eingeweiht werden konnte. Zur Behebung der Parkplatznot und zur Vermietung an das Sozialgericht und das Arbeitsgericht wurde das benachbarte Anwesen Friedrichstraße 12 gekauft. Dieses wurde bereits in den Jahren 1736 bis 1738 erbaut und stand damals schon unter Denkmalschutz.
Es folgte ein Anbau an den alten Verbindungsbau Süd der Hauptverwaltung. Am 26. November 1963 fand das Richtfest für den Neubau Süd (Südflügel) statt.
Von den 1972 geplanten Baumaßnahmen wurde zunächst nur die Verlängerung des Südflügels verwirklicht. Im Jahr 1977 wurde die Hauptverwaltung erweitert, hierfür war jedoch der Abbruch des alten Verbindungsbaus Süd notwendig. Die bisherige Anschrift – Leonrodstraße 1 und 3 – wurde ab 1. April 1979 durch die neue Anschrift Wittelsbacherring 11 ersetzt. Dieser Erweiterungsbau bildet künftig den Mittelpunkt der Hauptverwaltung.

### Würzburg
Die Gebäudeentwicklung der ehemaligen Landesversicherungsanstalt Unterfranken begann im Jahre 1891. Von diesem Zeitpunkt an bis zum Jahr 1903 war sie am Peterplatz im alten Gebäude der Regierung von Unterfranken untergebracht.
Aufgrund von Platzproblemen erfolgte im Jahr 1903 dann der Umzug in die Friedenstraße 14. Im Jahr 1939 wurde das Rückgebäude der Friedenstraße 14 ausgebaut.
Im Zuge des Bombenangriffs am 16. März 1945 auf Würzburg, wurde auch das Gebäude der LVA bis auf 50 % zerstört. Schon ab dem 8. Mai 1945 wurde das Gebäude wieder aufgebaut. In den 80er Jahren wurde neben dem Gebäude in der Friedenstraße 14 ein Erweiterungsbau errichtet. Im Jahr 2009 entschieden sich Vorstand und Geschäftsführung für einen Neubau in der Friedenstraße 14. Die Bauarbeiten begannen dann im Januar 2012. Ende September 2013 wurde das Gebäude fertiggestellt. Seitdem befindet sich auch die Auskunfts- und Beratungsstelle in der Friedenstraße 14.

## Organisation

### Selbstverwaltung
Die Deutsche Rentenversicherung Nordbayern ist eine rechtsfähige Körperschaft des öffentlichen Rechts mit Selbstverwaltung. Es handelt sich dabei also um keine unmittelbare staatliche Behörde, sondern sie ist Teil der mittelbaren Staatsverwaltung. Sämtliche wichtige organisatorische und personelle Entscheidungen werden von den Selbstverwaltungsorganen getroffen. Die Selbstverwaltungsgremien sind Vertreterversammlung und Vorstand. Beide sind paritätisch, das heißt zu gleichen Teilen mit gewählten ehrenamtlichen Vertretern der Versicherten und der Arbeitgeber, besetzt. Die Beitragszahler lenken somit selbst durch ihre Vertreter an der Spitze ihr Dienstleistungsunternehmen Deutsche Rentenversicherung Nordbayern.

#### Vertreterversammlung
Die Vertreterversammlung wird als "Parlament" des Versicherungsträgers Deutsche Rentenversicherung Nordbayern bezeichnet.
Die durch die Sozialwahl gewählte Vertreterversammlung besteht aus je fünfzehn Mitgliedern aus der Gruppe der Versicherten und aus der Gruppe der Arbeitgeber.
Die Aufgaben der Vertreterversammlung sind insbesondere
- Verabschiedung der Satzung
- Wahl der ehrenamtlichen Mitglieder des Vorstandes
- Wahl der hauptamtlichen Mitglieder der Geschäftsführung
- Entlastung von Vorstand und Geschäftsführung
- Wahl der ehrenamtlichen Mitglieder der Widerspruchsausschüsse
- Beschluss des Haushalts und Entscheidung über Ausgaben
- Wahl der ehrenamtlichen Versichertenberaterinnen/Versichertenberater

#### Vorstand
Der Vorstand vertritt die Deutsche Rentenversicherung Nordbayern nach außen und ist somit die "Regierung".
Der durch die Vertreterversammlung gewählte Vorstand besteht aus je sechs Mitgliedern der Gruppe der Versicherten und aus der Gruppe der Arbeitgeber.
Die Aufgaben des Vorstandes sind insbesondere
- die Deutsche Rentenversicherung Nordbayern gerichtlich und außergerichtlich zu vertreten
- die Deutsche Rentenversicherung Nordbayern zu verwalten
- der Vertreterversammlung die Mitglieder der Geschäftsführung vorzuschlagen
- den Haushaltsplan aufzustellen
- über die Anlage des Vermögens zu beschließen
- über den Erwerb, die Veräußerung oder die Belastung von Grundstücken zu beschließen

### Geschäftsleitung
Die Geschäftsleitung verantwortet die sachgerechte Erledigung der Verwaltungsgeschäfte.
Sie setzt sich zusammen aus einem Geschäftsführer und einem Stellvertreter des Geschäftsführers.

## Kliniken
Der Klinikverbund der Deutschen Rentenversicherung Nordbayern umfasst insgesamt acht Rehabilitationskliniken. Das Management-Zentrum Kliniken (MZK) leitet den Klinikverbund. Die Kliniken befinden sich in Franken und Oberbayern. Jährlich werden rund 20.000 Patienten mit einem vielfältigen Angebot an therapeutischen Leistungen rehabilitiert.
| Standort der Kliniken             | Fachbereich                                                                                             |
| --------------------------------- | --- |
| Höhenklinik, Bischofsgrün         | Reha- und AHB-Fachklinik für Kardiologie und Fachklinik für Psychosomatische Medizin und Psychotherapie |
| Frankenklinik, Bad Kissingen      | Reha- und AHB-Fachklinik für Orthopädie und Kardiologie                                                 |
| Sinntalklinik, Bad Brückenau      | Reha- und AHB-Fachklinik für Urologie und Onkologie                                                     |
| Klinik Herzoghöhe Bayreuth        | Reha- und AHB-Fachklinik für Orthopädie, Onkologie und Rheumatologie                                    |
| Klinik Frankenwarte, Bad Steben   | Reha- und AHB-Fachklinik für Orthopädie und Kardiologie                                                 |
| Frankenland-Klinik, Bad Windsheim | Reha- und AHB-Fachklinik für Orthopädie, Innere Medizin, Dermatologie und Schmerztherapie               |
| Ohlstadtklinik, Ohlstadt          | Reha- und AHB-Fachklinik für Orthopädie                                                                 |